# عائلة باكالوماتوم
عائلة باكالوماتوم هي عائلة مسيحية سوريانية قديمة وعريقة، تعود أصولها إلى ولاية كيرلا في الهند. تنتمي الأسرة إلى مجتمع مسيحيون مار توما وهي عرقية دينية مسيحية قديمة تقطن في ولاية كيرالا في الهند. يعود أصولها إلى البعثات التبشيريّة التي قام بها توما. وبالتالي تعتبر من أقدم المجتمعات المسيحية في العالم. يٌعتبر مسيحيون مار توما من أتباع عائلة الكنائس ذات التراث السرياني. وترتبط هذه الجماعة تقليديًا ببعض التراث اليهودي المسيحي الذي يعود إلى المسيحية المبكرة.
لعبت العائلة دورًا هامًا في الحياة الاجتماعية والدينية في حياة مجتمع مسيحيي مار توما، إذ كان عدد من قادة كنيسة الملكنار، ومنهم أسقف كنيسة مار توما للسريان الملكنار الحالي الدكتور جوزيف مار توما.